# Current Biology
Current Biology (abrégé en Curr. Biol.) est une revue scientifique américaine de biologie cellulaire, biologie moléculaire, zoologie, botanique, neuroscience, immunologie, virologie, microbiologie, génétique, et physiologie, écologie, éditée depuis décembre 1991. Elle a été fondée par le groupe Current Science puis acquise en 1998 par Elsevier avant d'être intégrée au groupe Cell Press depuis 2001. Elle est publiée bimensuellement en anglais.
En 2014, son facteur d'impact est de 9,571. Ses archives sont en libre accès douze mois après publication.